# Župni dvor u Belecu
Župni dvor (Belec) je objekt u mjestu Belec općini Zlatar zaštićeno kulturno dobro.

## Opis dobra
Jednokatna kurija župnog dvora smještena je jugoistočno od kapele sv. Jurja u naselju Belec. Sagrađena sredinom 18. st., pravokutnog tlocrta, svoj izvorni oblik sačuvala je do danas. Unutarnje prostorije su organizirane oko središnjeg predvorja koje spaja pročelje i začelje. U prizemlju se bočno od hodnika, a uz glavno pročelje nalazi po jedna veća prostorija, dok su uz začelje smještene manje prostorije i stube za kat. Najveća prostorija kata, palača, smještena je u sjeverozapadnom uglu. U svim prostorijama kata, osim u palači, sačuvan je štuko ukras na svodovima. Unatoč skromnoj i jednostavnoj vanjštini, vrijedan je primjer barokne kurijalne arhitekture.

## Zaštita
Pod oznakom Z-2766 zavedena je kao nepokretno kulturno dobro - pojedinačno, pravna statusa zaštićena kulturnog dobra, klasificirano kao "sakralno-profana graditeljska baština".